# Riah
Riah (franska: Riah (CR), Riah (Commune Rurale), arabiska: أولاد زيدان) är en kommun i Marocko.   Den ligger i provinsen Berrechid och regionen Casablanca-Settat, 110 km sydväst om huvudstaden Rabat. Antalet invånare är 7 562.